# Bitva o Tangu
Bitva o Tangu byl vojenský konflikt mezi Velkou Británií a Německým císařstvím během první světové války. Odehrála se mezi 2. a 4. listopadem 1914 v oblasti východoafrického přístavu Tanga v dnešní Tanzanii.
Obojživelná operace, která měla obsadit centrum německé správy v Německé východní Africe a ukončit válku v této oblasti, skončila naprostou katastrofou, když německý velitel Paul von Lettow-Vorbeck smetl téměř osmkrát silnější britské jednotky zpět do moře a zmocnil se kořisti, která mu umožnila vést boj po celý zbytek války a poutat tak na sebe mnohonásobně početnější síly Dohody.
Bitva představovala jednu z nejostudnějších porážek vojsk Dohody za celou první světovou válku a je často uváděna jako vzorový příklad toho, jak se věci nemají dělat, od výběru jednotek až po konkrétní chyby velitelů.[zdroj⁠?!] Geoffrey Regan začlenil popis jednání britské strany při plánování a provedení operace jako obzvlášť otřesný příklad diletantismu do své Guinnessovy knihy válečných omylů.

## Před bitvou
Od srpna 1914 existoval válečný stav mezi Německem a Velkou Británií, který se navzdory neutralitě Konga (Berlínská konference) rozšířil do kolonií. Nepřátelství mezi koloniálními silami v Keni a německé východní Africe bylo zpočátku omezeno na menší pohraniční bitvy, protože obě strany byly vojensky slabé.

## Nasazené síly a ztráty
Velká Británie v boji nasadila 8000 vojáků, převážně Indů, Paul von Lettow-Vorbeck asi 1100 mužů, převážně askaríjů. Britské ztráty činily asi 360 mrtvých a 490 těžce raněných, německé 61 mrtvých a 81 zraněných. Do německých rukou padly stovky pušek, desítky kulometů a asi 600 000 nábojů.